# Manoir d'Aubichon
Le manoir d'Aubichon est un manoir du XVIe siècle situé à Lisieux dans le département français du Calvados, en Normandie. 

## Localisation
Le manoir est situé au lieu-dit la Folletière, à l'est du territoire de l'ancienne commune de Saint-Jacques.

## Historique
Le manoir est bâti dans la première moitié du XVIe siècle ou plus précisément vers 1520-1530.
L'édifice appartient initialement à l'évêché de Lisieux et porte le nom du lieu-dit, ainsi que celui de la famille d'Aubichon au moment d'une mutation au XVIIIe siècle, famille qui agrandit le manoir.
Les façades et les toitures sont classées au titre des monuments historiques par un arrêté du 18 mai 1966. 

## Architecture
L'édifice est à pans de bois et comporte sept travées, à encorbellement.
Le manoir porte les armoiries de Jean Le Veneur, évêque de Lisieux de 1505 à 1539 et un « exceptionnel décor peint ».